# Musée des Offices pendant la Seconde Guerre mondiale
Les musées des Offices pendant la Seconde Guerre mondiale sont restés fermés pour de nombreuses années, mais en leur sein, la direction et le personnel continuaient à veiller sur les œuvres d'art qu'ils avaient la charge de garder et protéger.
Les chefs-d'œuvre de la galerie des Offices furent transférés ailleurs, après l'entrée de l'Italie dans la Seconde Guerre mondiale : beaucoup d'œuvres d'art furent cachées dans des villas et des châteaux de la Toscane, dans des lieux considérés comme des refuges plus sûrs que le palais des Offices.

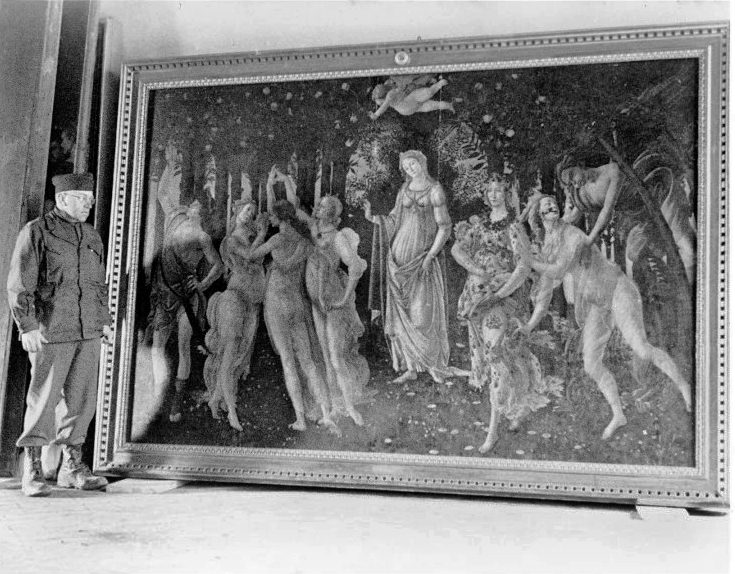
Le Printemps de Botticelli dans il Teatro du château de Montegufoni (archives de Deane Keller, université Yale),
.

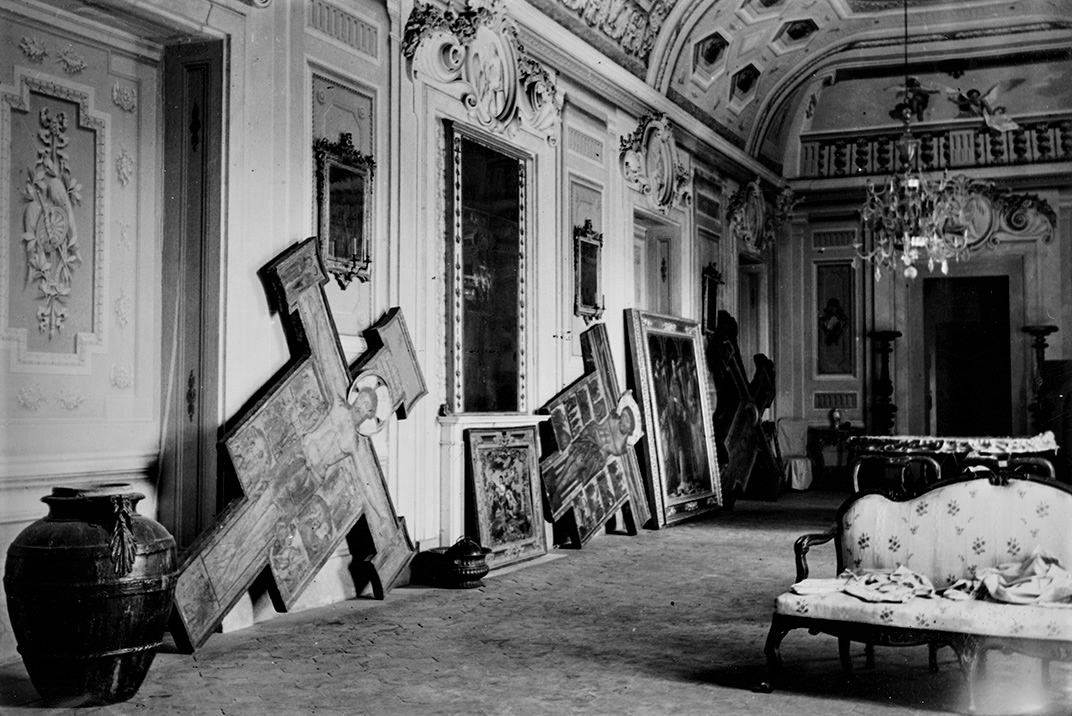
Une salle du château de Montegufoni, août 1944.

## Historique
En mai 1938, Benito Mussolini et Adolf Hitler visitèrent la galerie des Offices. Ils entrèrent par le corridor de Vasari et s'arrêtèrent dans diverses salles, pour admirer les collections de statues, de peintures, d'objets d'art. Rien n'indiquait que la visite ait alimenté la cupidité d'Hitler envers les œuvres d'art et qu'après seulement deux ans se produirait une dispersion temporaire des chefs-d'œuvre des Offices, qui avaient été recueillis surtout par la famille des Médicis, mais aussi par les grands-ducs de la maison de Habsbourg-Lorraine et plus tard par les surintendants de la Toscane et par les directeurs des Offices qui s'étaient succédé sous le royaume d'Italie.
La dernière survivante de la famille des Médicis, l'électrice Anne-Marie-Louise de Médicis, dans son testament du 1743,  prévoyait, pour les trésors artistiques, que « les œuvres d'art lui appartenant devront être conservées, toutes et toujours, dans la ville de Florence ». Cela avait permis de maintenir ces collections dans la ville et de ne pas les transférer : elles constituaient ainsi un patrimoine de Florence.

### La guerre
Au début de juin 1940, le ministère des Beaux-Arts envoya à tous les surintendants une circulaire « urgente et très confidentielle », par laquelle il ordonnait la mise en œuvre en cas de guerre de toutes les mesures prévues pour la protection du patrimoine artistique.
Le 6 juin 1940, Giovanni Poggi (1880-1961), surintendant pour Florence, Sienne et Arezzo, donna l'ordre des opérations pour la protection des œuvres d'art, selon les procédures établies par le ministère, mais en opérant avec la discrétion que la grande quantité d'œuvres à sauver rendait nécessaire. Il fallait en effet faire un choix équilibré, en établissant ce qu'il était préférable de cacher de toute urgence. Il a été aidé par le directeur des Offices Filippo Rossi et par le responsable du laboratoire de restauration Ugo Procacci. Les œuvres les plus exposées étaient celles présentes aux Offices et dans les églises florentines.

### Images (Offices)

Salles des Offices.
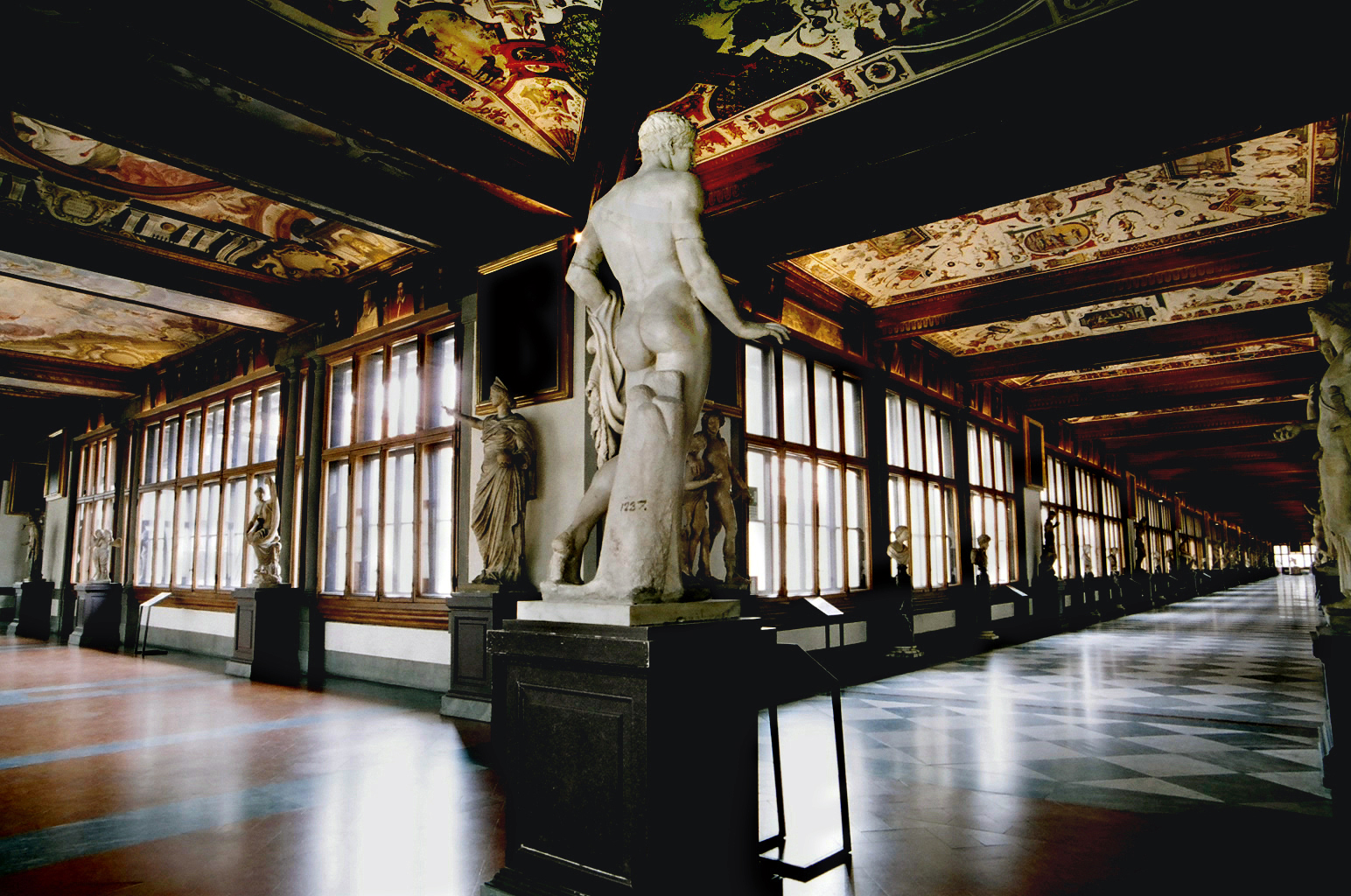
Les Offices, croisée de couloirs.
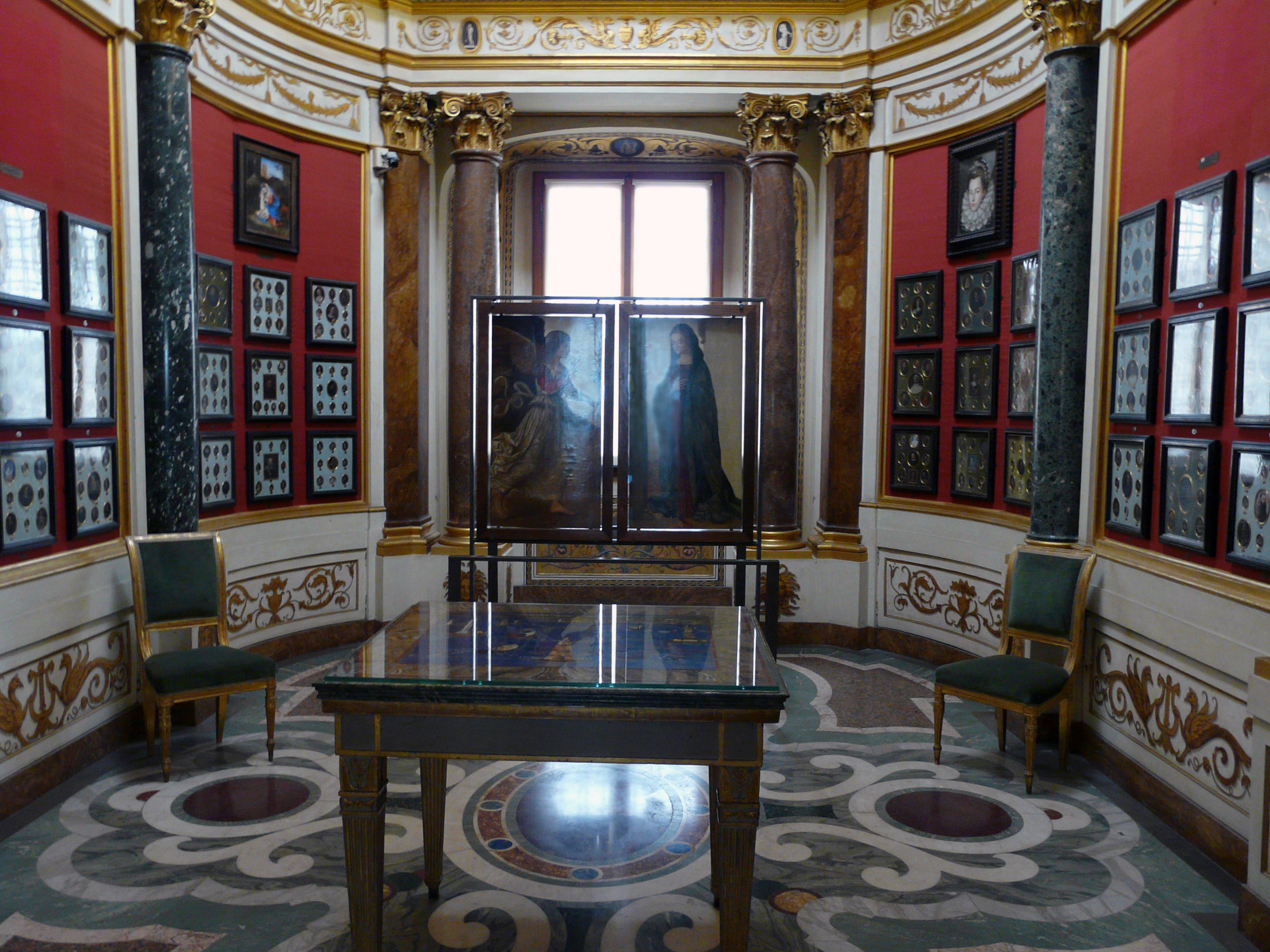
La salle 11.
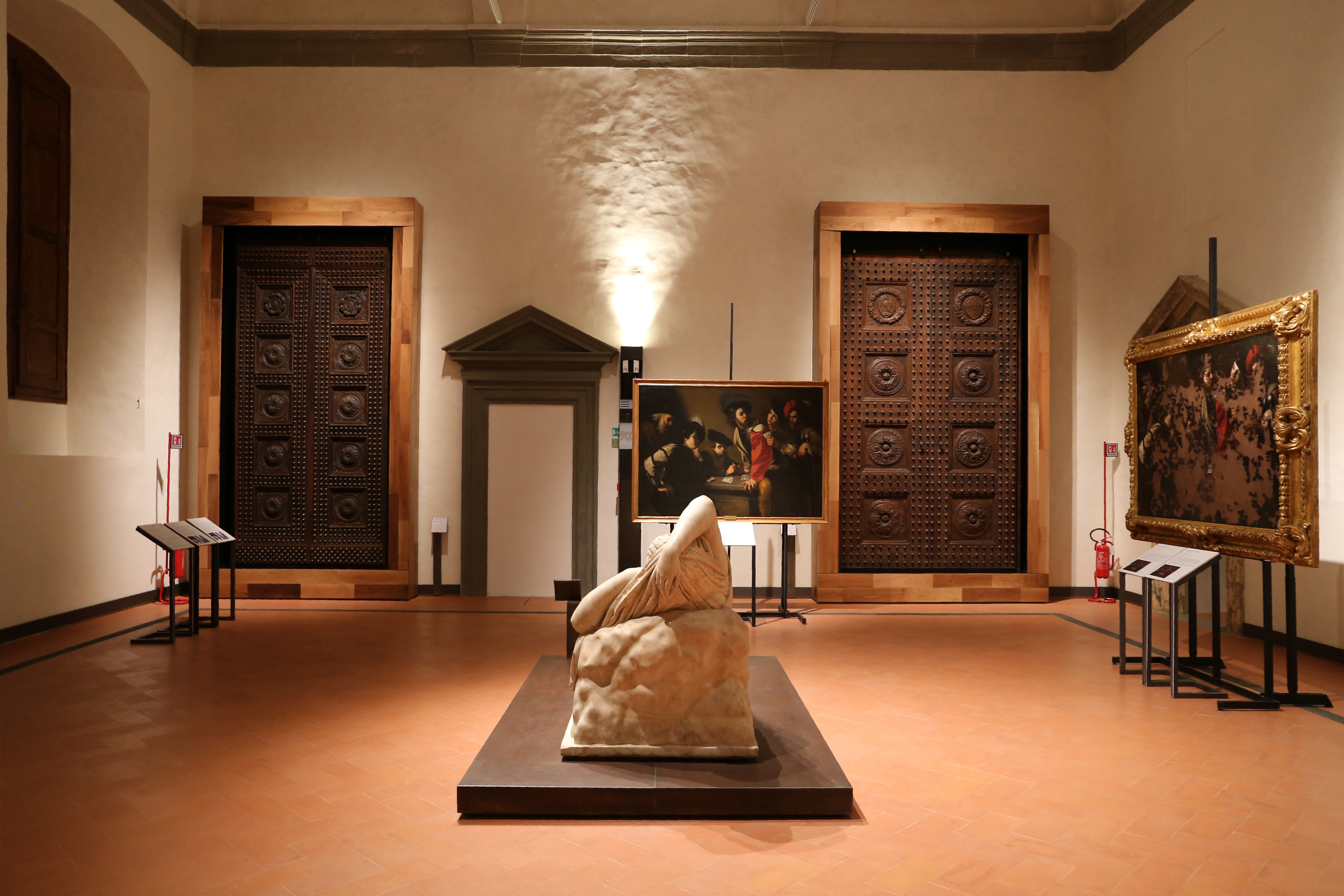
Salle de Vasari.

Pour protéger les œuvres d'art mobiles, on trouva des villas et des châteaux domaniaux, dispersés dans la campagne toscane, dans des localités qui, à cette époque, étaient plus sûres que les palais et les églises de Florence. Entre le 13 et le 28 juin 1940, les Offices furent donc vidés des chefs-d'œuvre les plus connus et les plus fragiles (dans des caisses pour les transporter, en toute sécurité et en tout secret, préparées à l'avance). Tout ce patrimoine artistique florentin fut transféré dans la villa médicéenne de Poggio a Caiano : 550 peintures avaient été sélectionnées, dont la Judith de Palma le Vieux, ainsi que 550 sculptures anciennes, dont la Vénus de Médicis.
De même, furent cachées dans le palais Pretorio de Scarperia les œuvres d'art de plus grande valeur qui se trouvaient dans des églises et couvents de Florence.
En automne 1942, le sort adverse de la guerre imposa le déplacement immédiat de tout le patrimoine artistique florentin en des refuges, en dehors de la ville, dans les campagnes au nord et au sud de l'Arno. Cette concentration de trésors d'art constituait cependant un danger et l'on choisit par la suite de diviser les œuvres d'art en un grand nombre de refuges et d'augmenter aussi le nombre des œuvres à protéger.
Furent identifiés ainsi le château des Conti Guidi à Poppi dans la vallée du Casentino, la villa del Monte à Galliano (Barberino di Mugello) - où furent transférées 678 toiles de la collection d'autoportraits du musée des Offices ; la Villa Salviati près de Florence qui accueillit 889 portraits de la Serie gioviana et d'autres toiles du corridor de Vasari ; le château de Montegufoni à Montespertoli - où en 1942 furent cachés aussi des peintures de Giotto (La Vierge d'Ognissanti), de Masaccio, de Cimabue, de Paolo Uccello (La Bataille de San Romano), de Domenico Ghirlandaio (L'Adoration des mages - tondo Tornabuoni), Le Printemps de Botticelli et La Sainte Vierge du peuple de Federico Barocci ; la villa Bossi-Pucci de Montagnana (Montespertoli) ; le château et la villa Guicciardini à Poppiano (Montespertoli) ; le château de l'Oliveto à Castelfiorentino, qui était de propriété de Leone Guicciardini et d'autres bâtiments considérés comme sûrs,.
La Naissance de Vénus de Botticelli était au château de Poppi et la Vénus d'Urbin de Titien au monastère Camaldoli (Arezzo). Les portes en bronze doré de Lorenzo Ghiberti furent détachées du baptistère Saint-Jean de Florence et gardées dans la galerie ferroviaire abandonnée de Sant'Antonio, à Incisa in Val d'Arno ; les sculptures monumentales de Michel-Ange de la Sagrestia Nuova de la basilique San Lorenzo, à côté des sculptures de Donatello, étaient cachées dans la cave de la Villa di Torre a Cona (it) (San Donato in Collina-Bagno a Ripoli) qui devint ensuite le quartier général de l'armée allemande. Sur la façade du Spedale degli Innocenti, l'on avait enlevé les médaillons en terre cuite d'Andrea della Robbia (1463) représentant des enfants emmaillotés (les innocents). Les sculptures furent retirées du campanile de Giotto et les vitraux de la cathédrale Santa Maria del Fiore ; la fontaine de Neptune fut recouverte d'une structure de sacs de sable et de poutres ; devant les chapelles décorées de fresques, l'on dressa des murets et des sacs de sable à la base du Palazzo Vecchio. À Florence, l'on fit tout ce qui était possible pour protéger les personnes, les maisons, les églises, les palais, les statues sur les places, les musées.

### Les refuges

Les lieux de préservation des œuvres d'art mobiles.
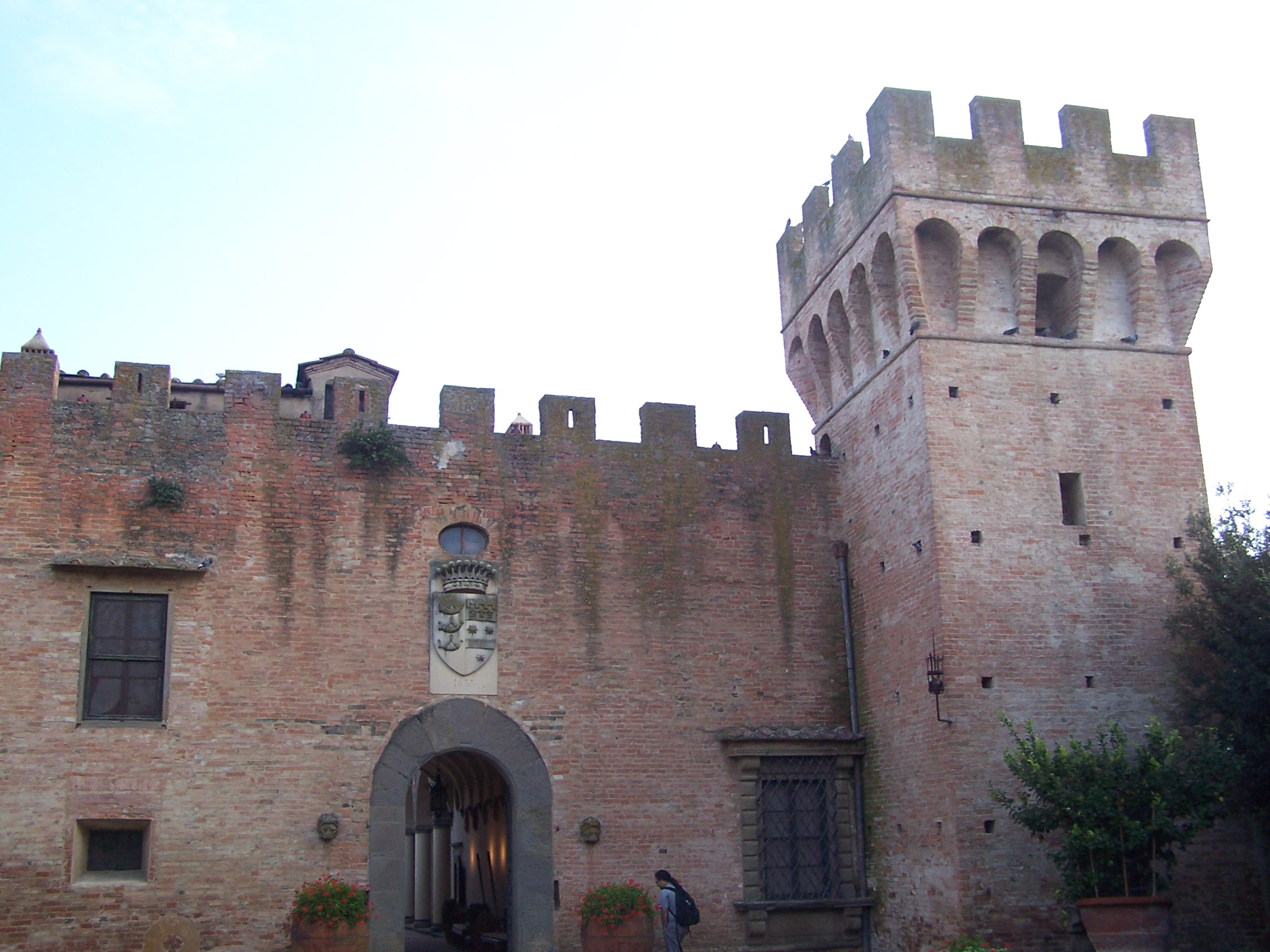
Château d'Oliveto (Castelfiorentino).
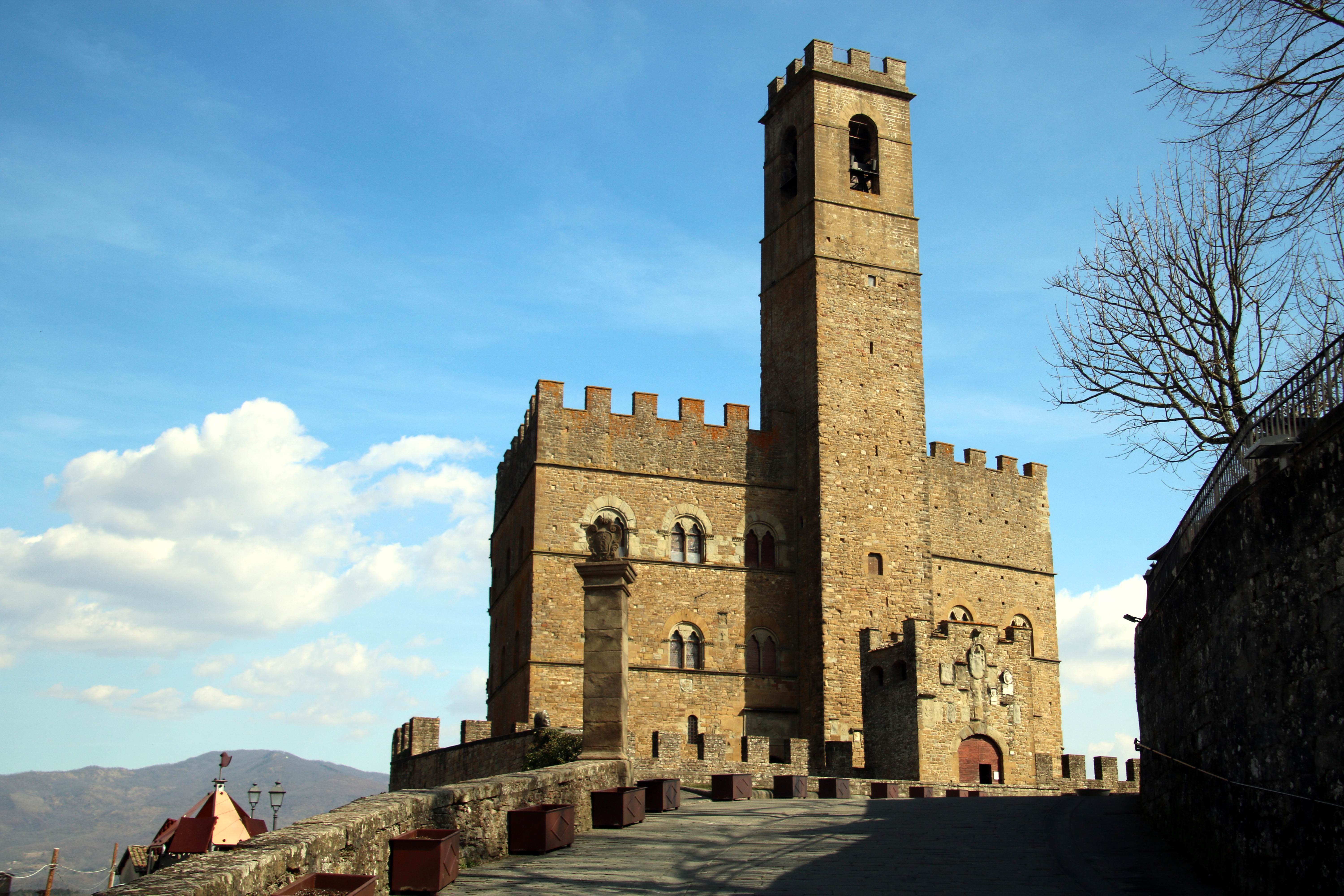
Château des Guidi (Poppi).
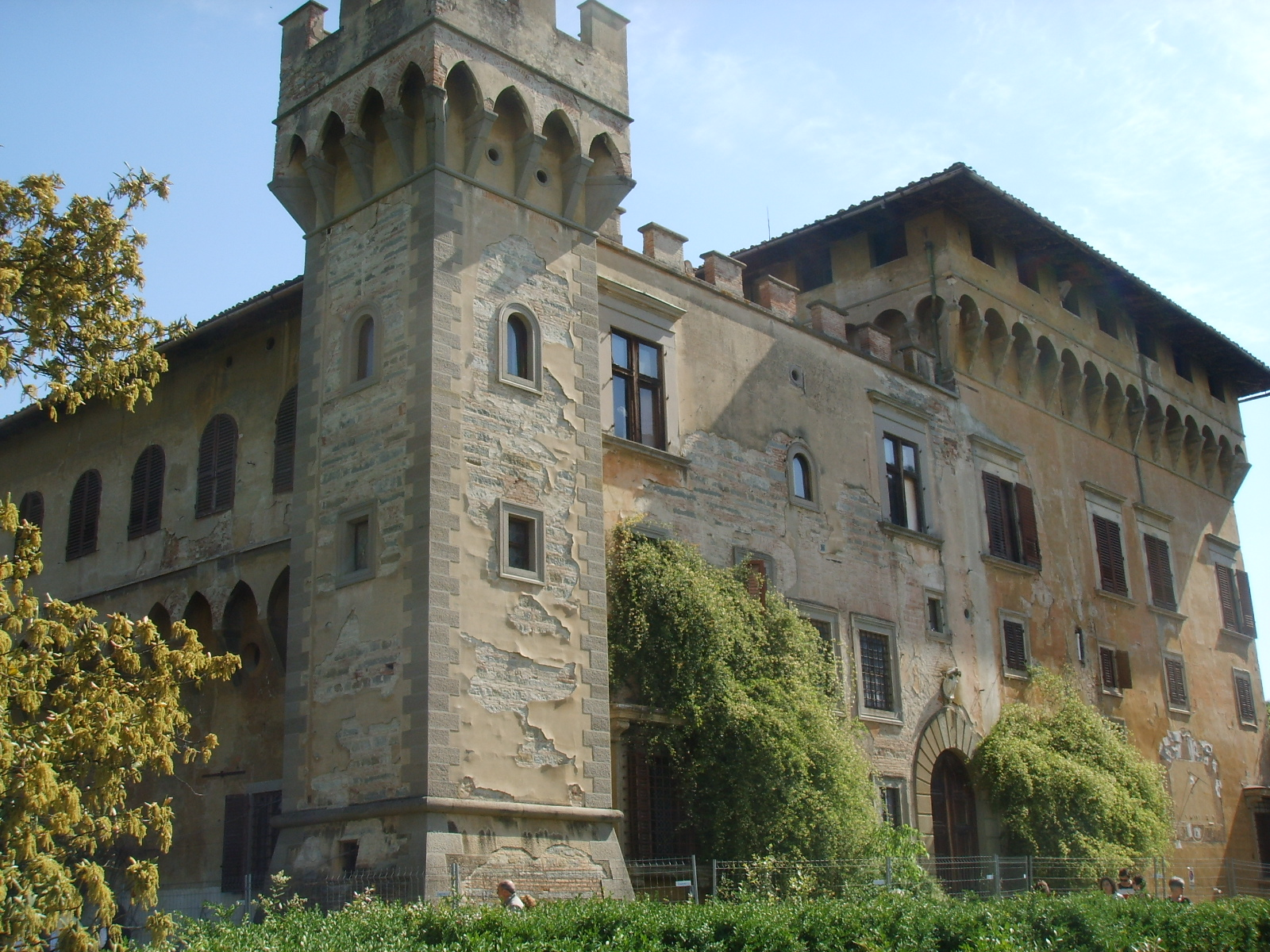
Villa Salviati (Florence).
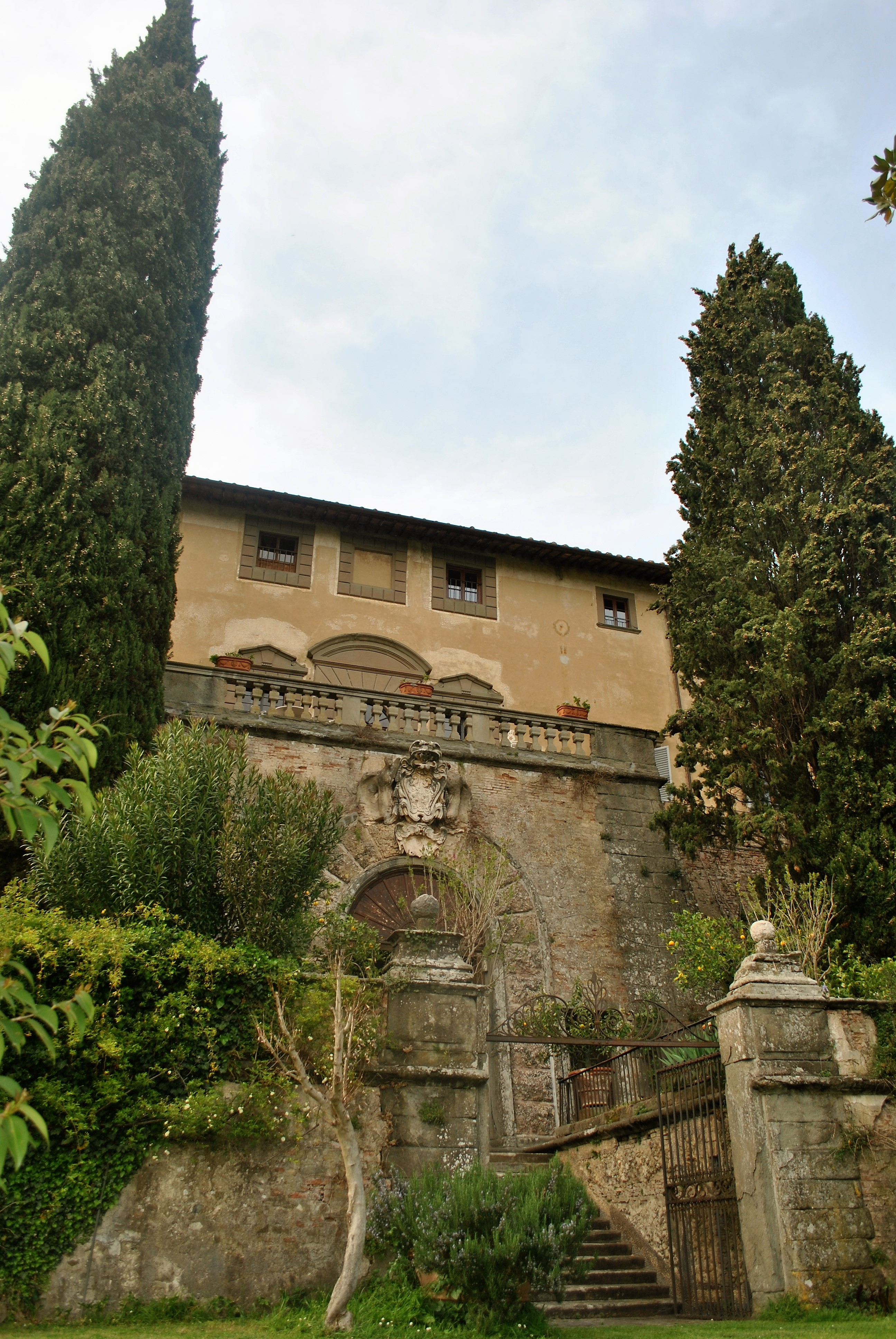
Château de Montegufoni.
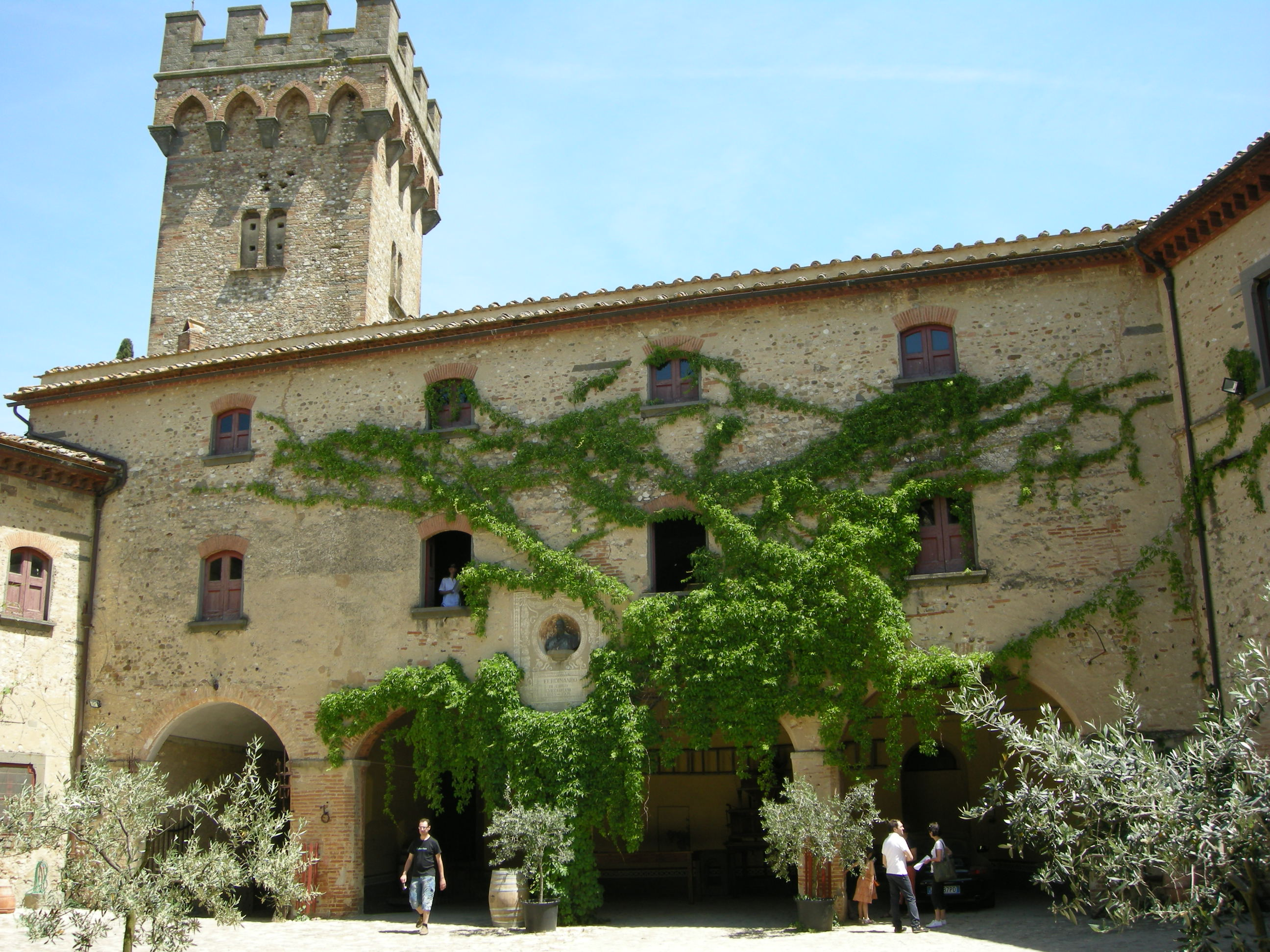
Château de Poppiano.

Subsistait un autre problème urgent : il était difficile pour la surintendance, voire impossible, de contrôler directement ces nombreux refuges, dispersés dans des localités différentes et éloignés de Florence.

### Images

Œuvres d'art des Offices
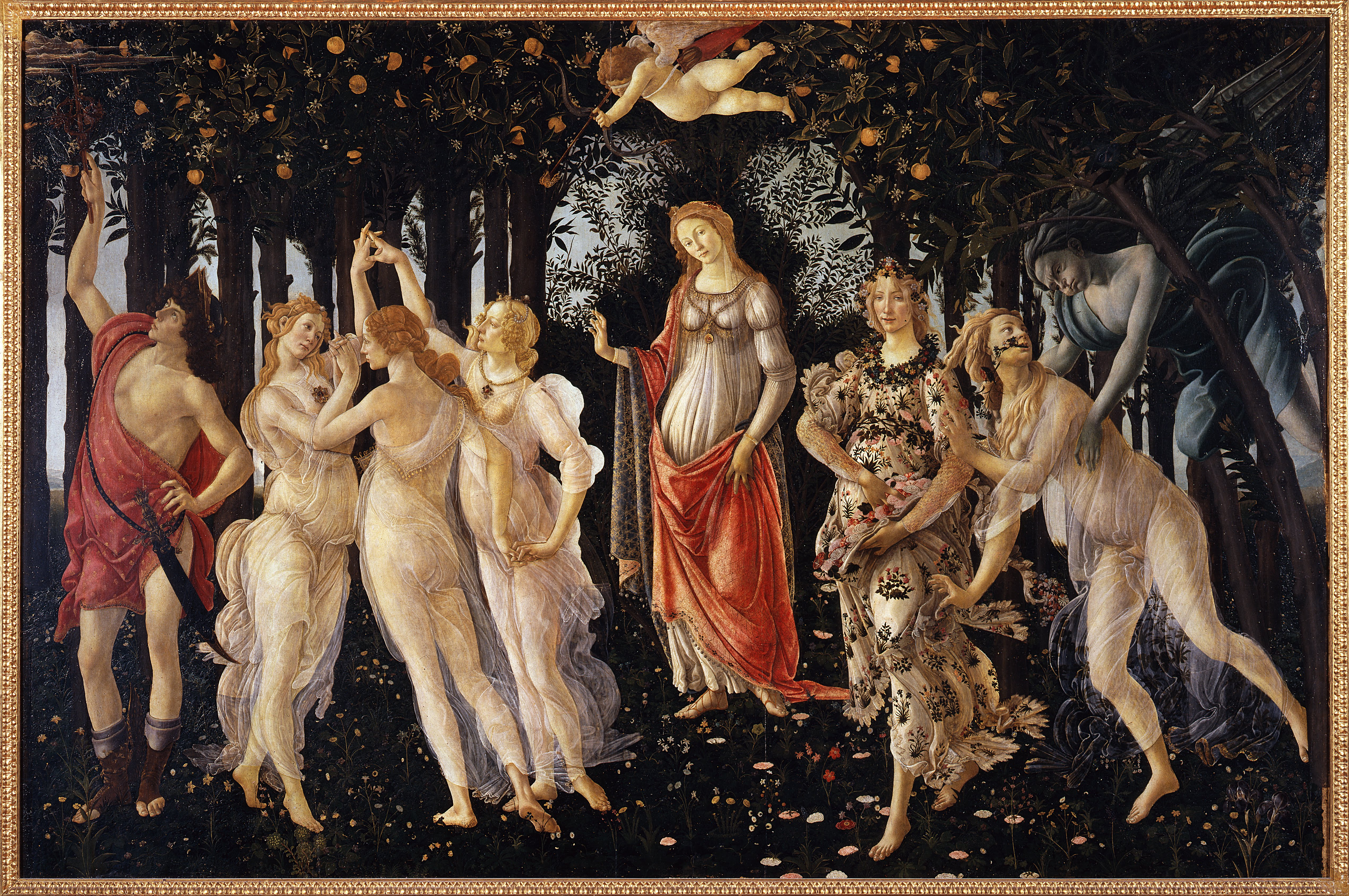
Sandro Botticelli, Le Printemps, 1478-1482.
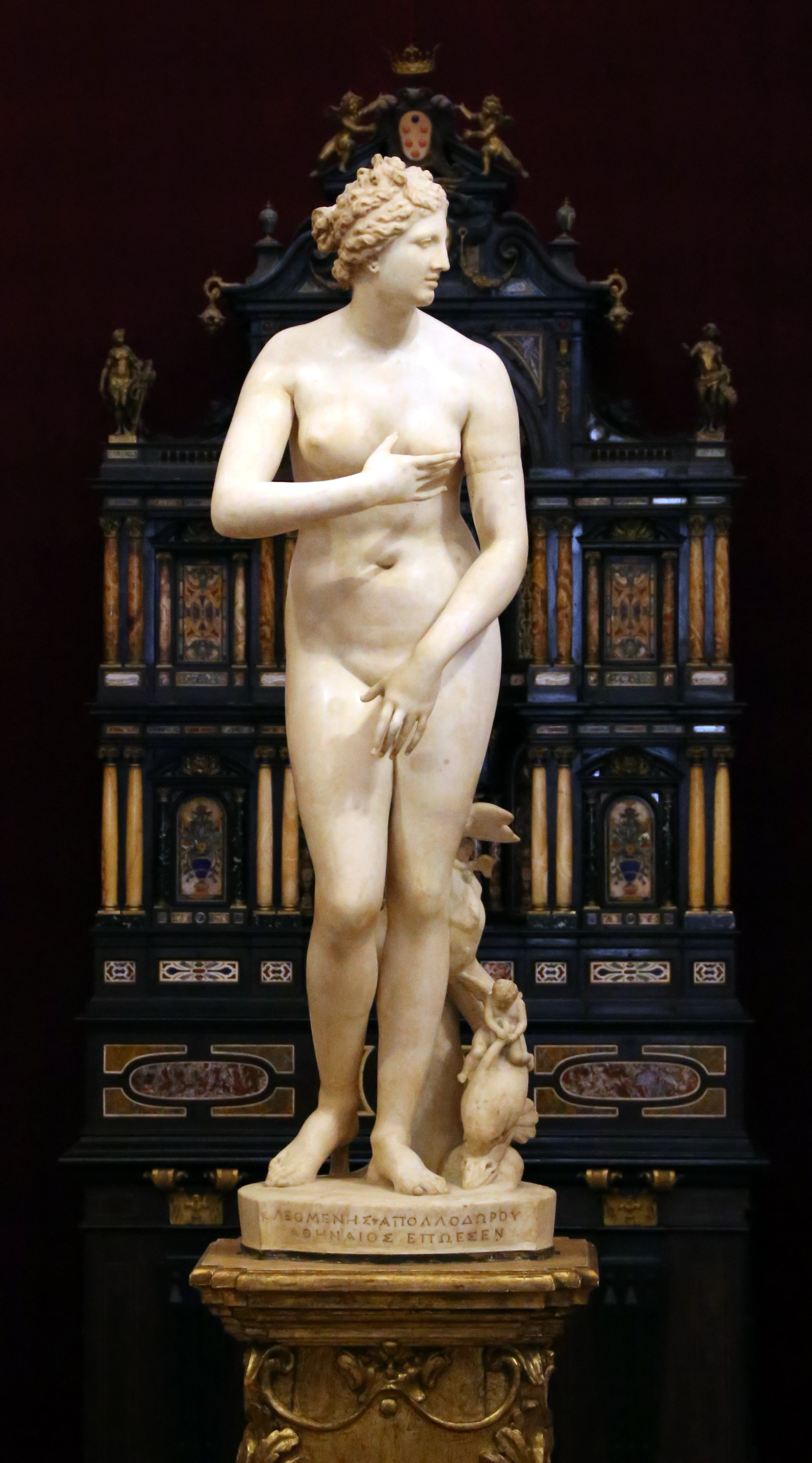
Vénus de Médicis, Ier siècle av. J.-C.
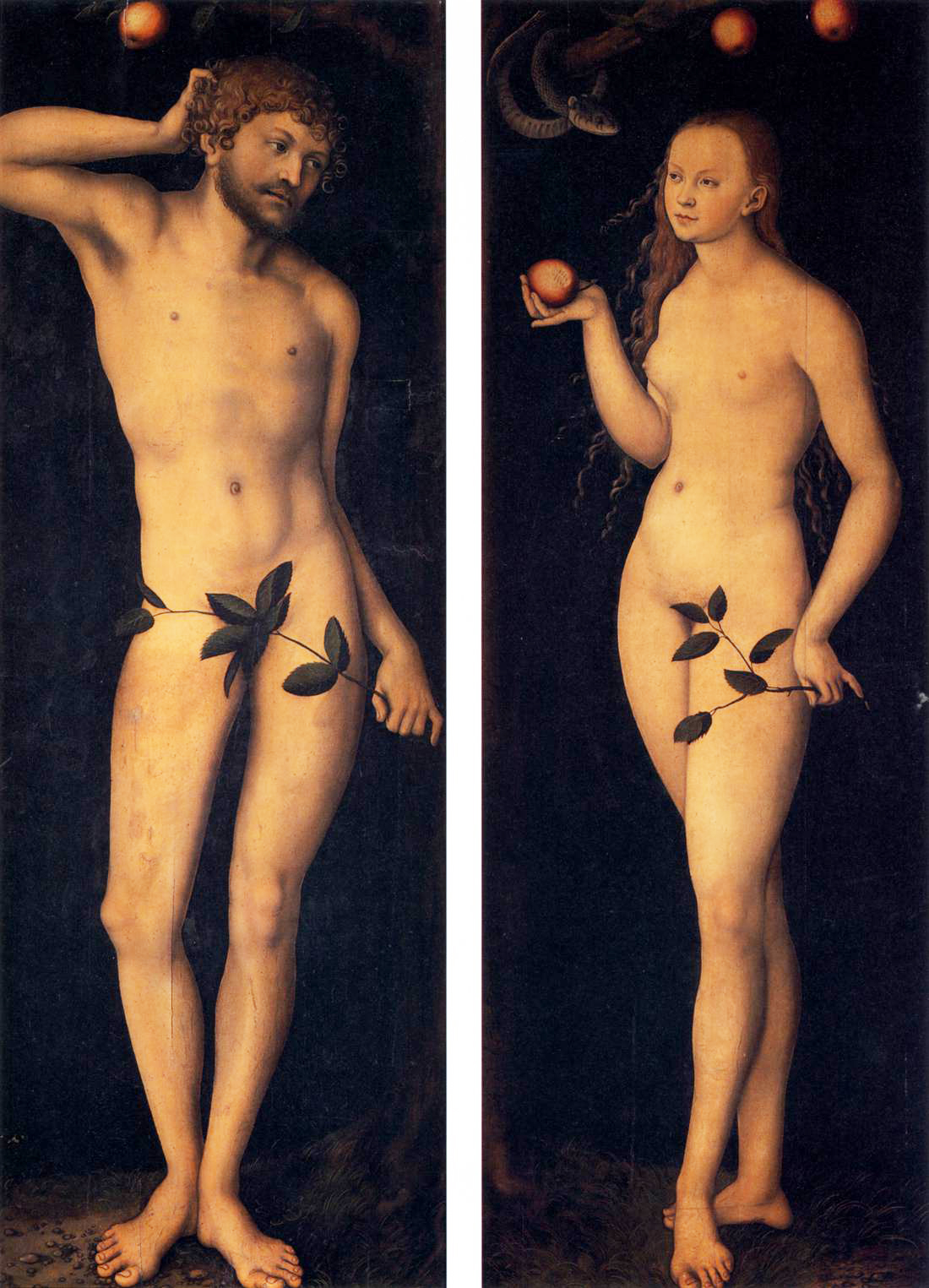
Lucas Cranach l'Ancien, Adam et Ève, 1528.
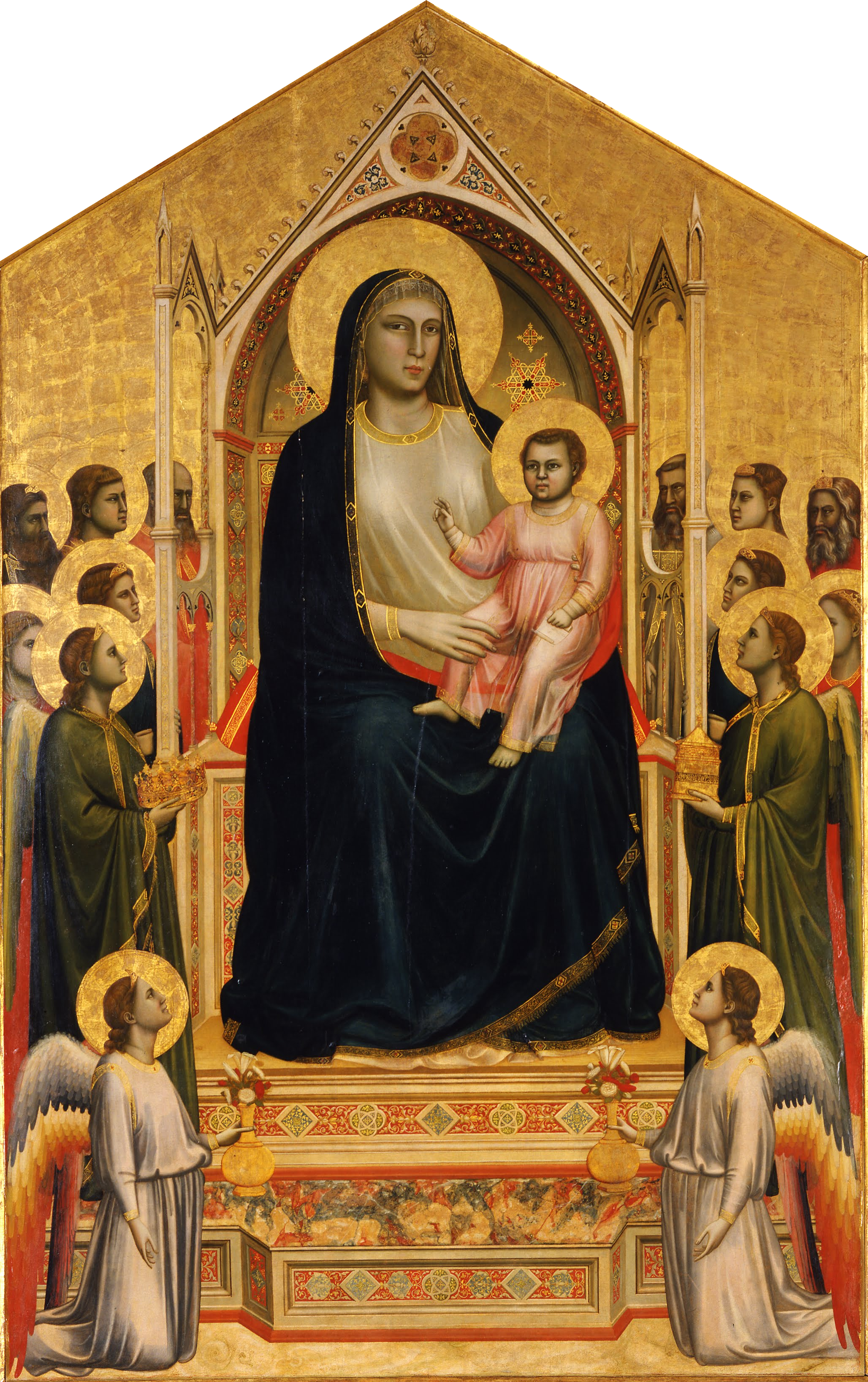
Giotto, Vierge d'Ognissanti, 1300-1305.
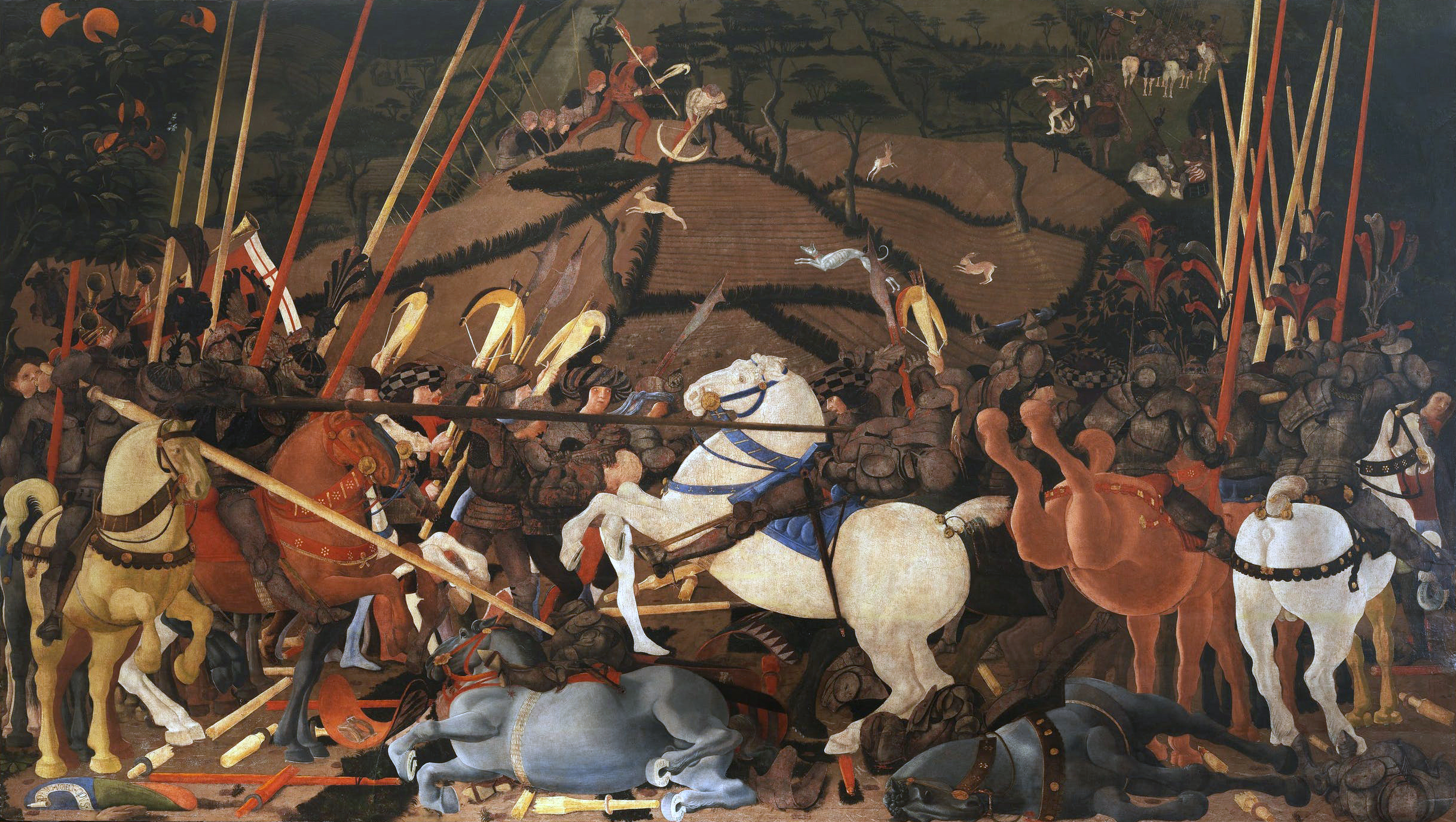
Paolo Uccello, panneau des Offices de la Bataille de San Romano, 1440.

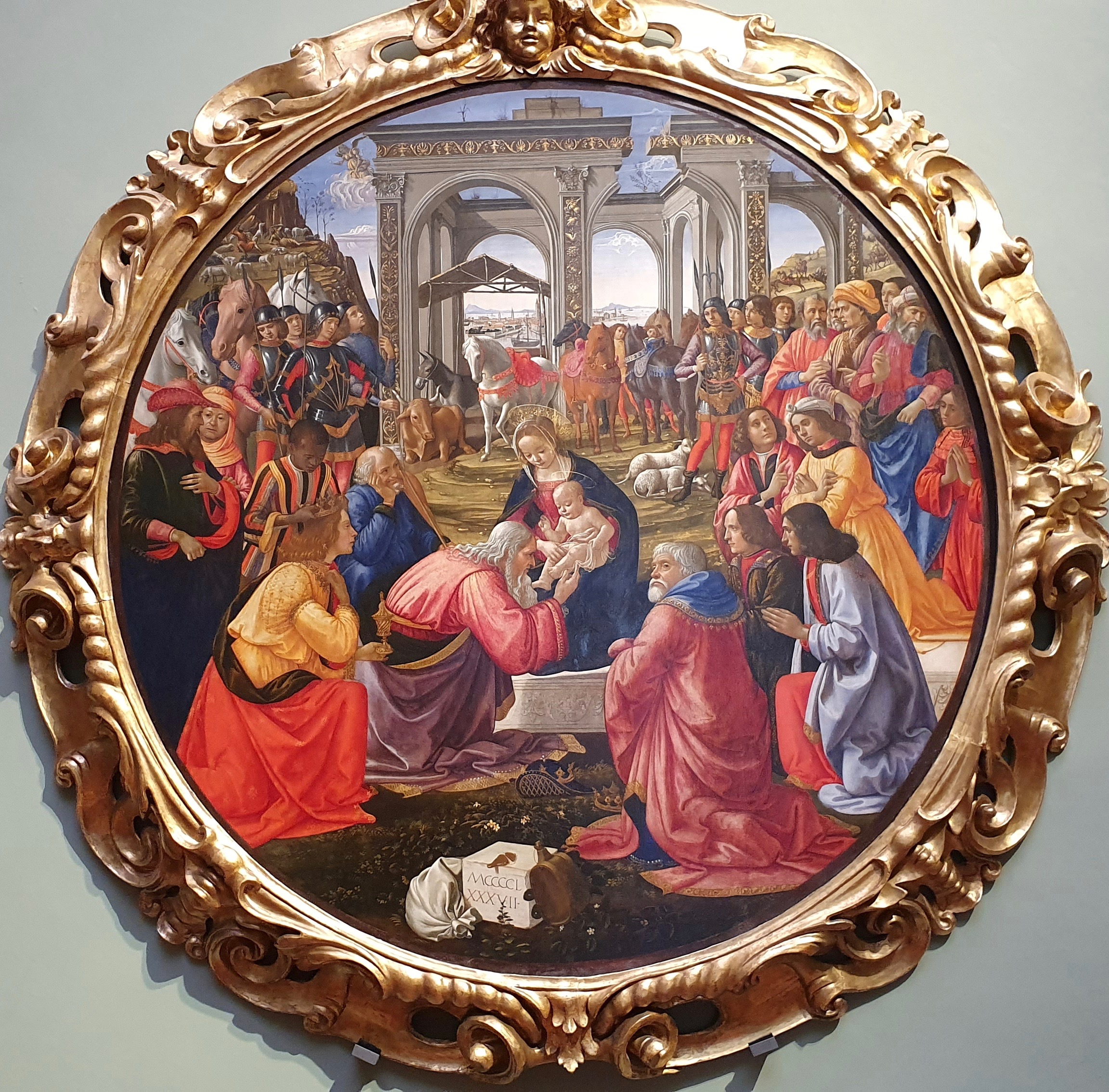
Domenico Ghirlandaio, Tondo Tornabuoni.

### Œuvres d'art spoliées par les Allemands
César Fasola, un haut fonctionnaire de la surintendance, a raconté les doutes, les perplexités, les désastres de ces temps difficiles : le dépôt de la villa Bossi-Pucci fut presque complètement vidé par les Allemands, et celui du château de Poppiano à Montespertoli et les œuvres d'art qu'il contenait furent transférés au nord, en Haut-Adige, dans deux localités de la province de Bolzano : à San Leonardo in Passiria et à Campo Tures dans le château de Neumelans.
300 œuvres conservées à la Villa Bossi-Pucci à Montagnana furent retirées des Allemands pour les transférer en Allemagne. Parmi eux, le Bacchus du Caravaggio et Pallas et le Centaure de Botticelli. À la fin du mois d'août, la villa médicéenne de Poggio a Caiano a été pillée et les sculptures enlevées, y compris la Vénus des Médicis des Offices et des sculptures de la Renaissance italienne du Bargello, comme le Saint Georges et le Dragon de Donatello et le Bacchus de Michel-Ange.
Des notices sur ces déménagements et sur le stockage d'œuvres d'art dans les refuges ont également été rapportées par l'ingénieur Andrea Pestelli, qui était un neveu de Guido Masti, le gardien de la villa de Montegufoni. Entre le 25 juillet 1944 et le 11 août 1944 - raconte Andrea Pestelli - des militaires allemands évacuent des sculptures des Offices, du musée de l'Opéra de Santa Maria del Fiore et d'autres musées florentins, pour les emmener au Tyrol du Sud, au château de Campo Tures.
Il s'est produit un épisode curieux, mais qui pouvait se révéler dramatique : un détachement de parachutistes allemands s'installa dans le château de Montefugoni. Ils voulaient brûler les peintures, pour avoir plus d'espace. Ils prirent le Tondo Tornabuoni - Adoration des Mages de Domenico Ghrirlandaio - et l'utilisèrent comme table à manger. Le tableau subit des graves dommages, mais il fut ensuite patiemment restauré. Le gardien Guido Masti, grâce à des « fiaschi » de vin et à des bouteilles de Cherry Brandy, a fait enivrer ces parachutistes.
Le service d'information, organisé par Rodolfo Siviero, suivait aussi les déplacements des chefs-d'œuvre de Florence.
À travers des informations provenant du Vatican, l'archevêque de Florence Elia Dalla Costa collabora à la recherche des œuvres d'art florentines disparues. En automne 1944, les premières informations sur la présence dans le Tyrol du Sud de dépôts secrets et en mai 1945, on a identifié les deux refuges, où les nazis avaient caché des œuvres d'art florentines. Les chefs-d’œuvre florentins avaient été déposés par les Allemands au château de Giovo a San Leonardo, en Val Passiria et au château de Neumelans à Campo Tures, en Val Pusteria : ces ouvrages étaient destinés à passer la frontière avec l'Autriche.

### Images (la guerre)

Effets de la guerre à Florence.
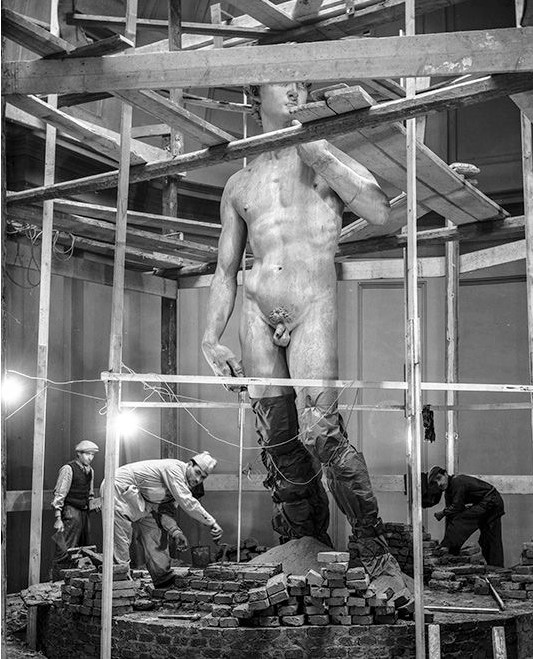
Protection des poutres et des briques pour le David de Michel-Ange. Bargello, 1940.
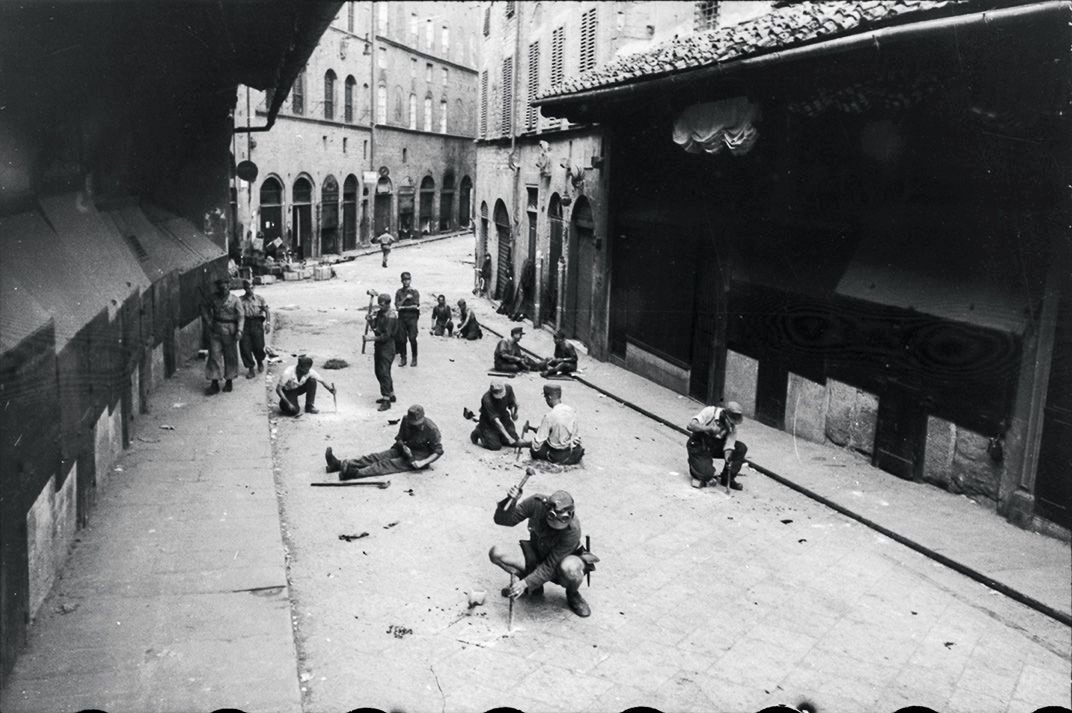
Des militaires allemands plantent des clous antichars dans le pavé du Ponte Vecchio août 1944.

César Fasola était un professeur de lettres, détaché auprès de la surintendance de la Toscane en qualité de directeur de la bibliothèque des Offices : il était alors également membre du CLN de Fiesole. Il écrivit un journal, sous la forme de lettres à sa femme et y raconta, entre autres, qu'un coup de canon des Alliés endommagea la Déposition du Pontormo qui se trouvait dans la Villa Medicea di Artimino, à Carmignano.
César Fasola a également raconté : « Dans les environs du château de Montefugoni, le 20 juillet 1944 un bombardement était en cours, tandis que les Giotto et les Cimabue étaient accrochés aux murs d'un salon, sous un plafond en bois qui pouvait brûler à tout moment. Mais le gardien priait devant les peintures : Santini, aidez-nous ! et il fut exaucé. » (« Nelle vicinanze del castello di Montefugoni il 20 luglio 1944 era in corso un bombardamento, mentre i Giotto e i Cimabue erano appesi alle pareti di un salone, sotto un soffitto di legno che poteva bruciare da un momento all'altro. Ma il guardiano pregava davanti ai dipinti : Santini, aiutateci! e fu esaudito. »).
César Fasola a rapporté encore que le château de Montefugoni a été libéré per les Néo-Zélandais le 27 juillet 1944 et que le général britannique Harold Alexander, commandant suprême des Forces alliées de la Méditerranée dans les années 1944-1945, arriva le 3 août 1944 à Montegufoni, à la tête d'une petite colonne formée de trois Jeeps, où avaient pris place son chef d'état-major le général John Harding, le commandant de la VIIIe Armée britannique le général Oliver Leese, le lieutenant Frederick Hartt (en) (« Monuments, Fine Arts, and Archives program » (MFAA) et le correspondant de guerre de la BBC Wynford Vaughan-Thomas (en). Le général Alexander admira les chefs-d'œuvre conservés à Montegufoni où il remarqua en particulier Le Printemps de Botticelli,.
Frederick (Fred) Hartt, un historien de l'art de 29 ans, était si profondément ancré dans la culture de Florence que sauver l'art de la ville est devenue la mission de sa vie.
Le fonctionnaire et historien de l'art Giorgio Castrelfranco écrivit un premier rapport au Ministère, pour informer des dommages subis aux trésors d'art florentins. On y lit :
« À Oliveto ont été enlevés l'Adam et l'Ève de Cranach, des Offices. A Poppi (contrôle en cours) de 25 à 25 caisses ont été exportées - manque la caisse 13 (Liothard - Watteau - Magnasco - Castiglione - Reni - 2 Bellotto - manque le portrait 1 890 (école de Memling). A Dicomano, enlevés 25 caisses de sculptures des Offices. Manquent à Barberino 25 grands dessins des Offices - dommages au matériel paléographique de l'Université de Florence. A Montagnana tout enlevé, sauf 12 toiles et 2 caisses. ».

### Images (Arno - 1)

Les ponts de Florence
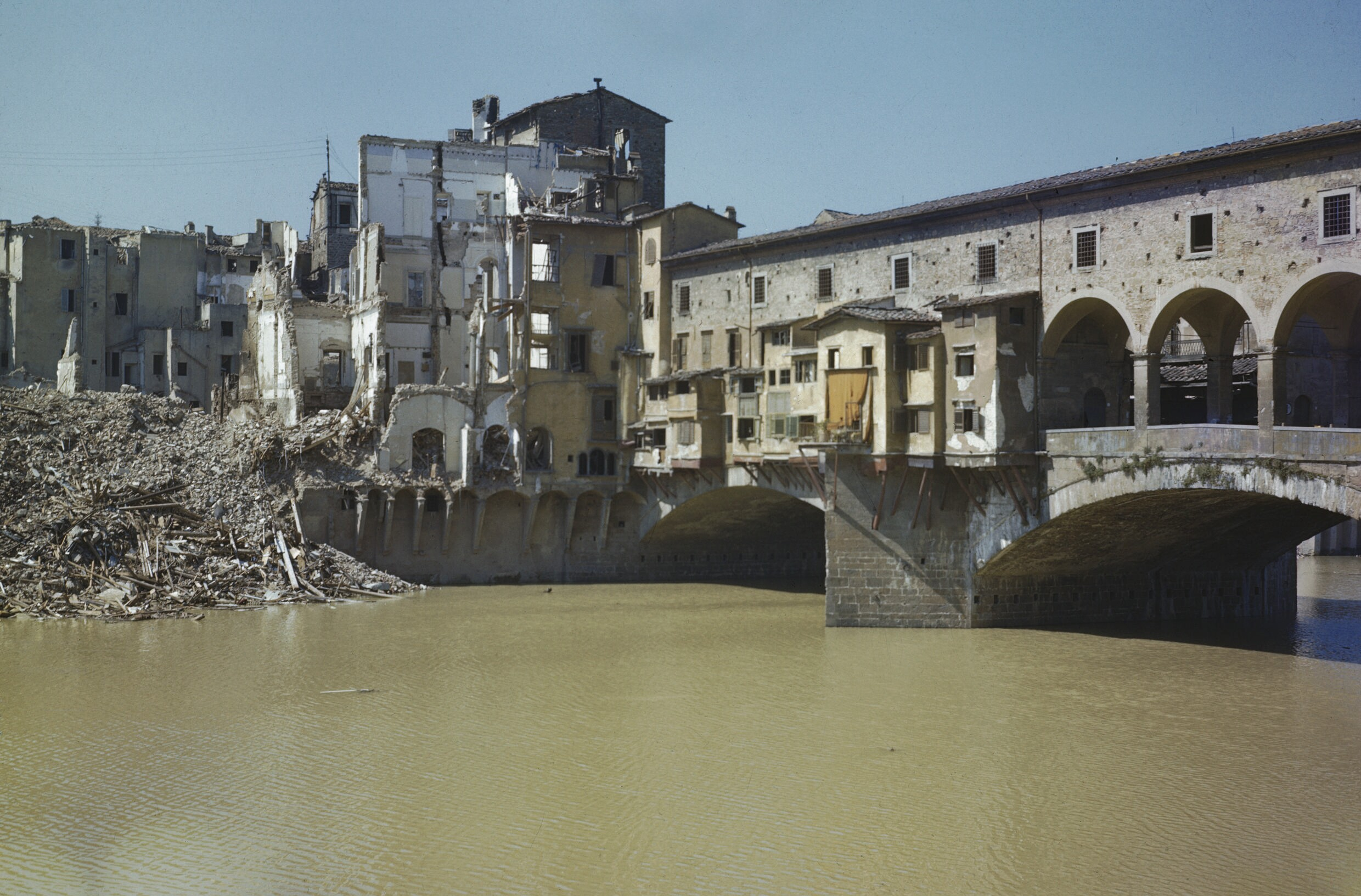
Florence, 14 août 1944.
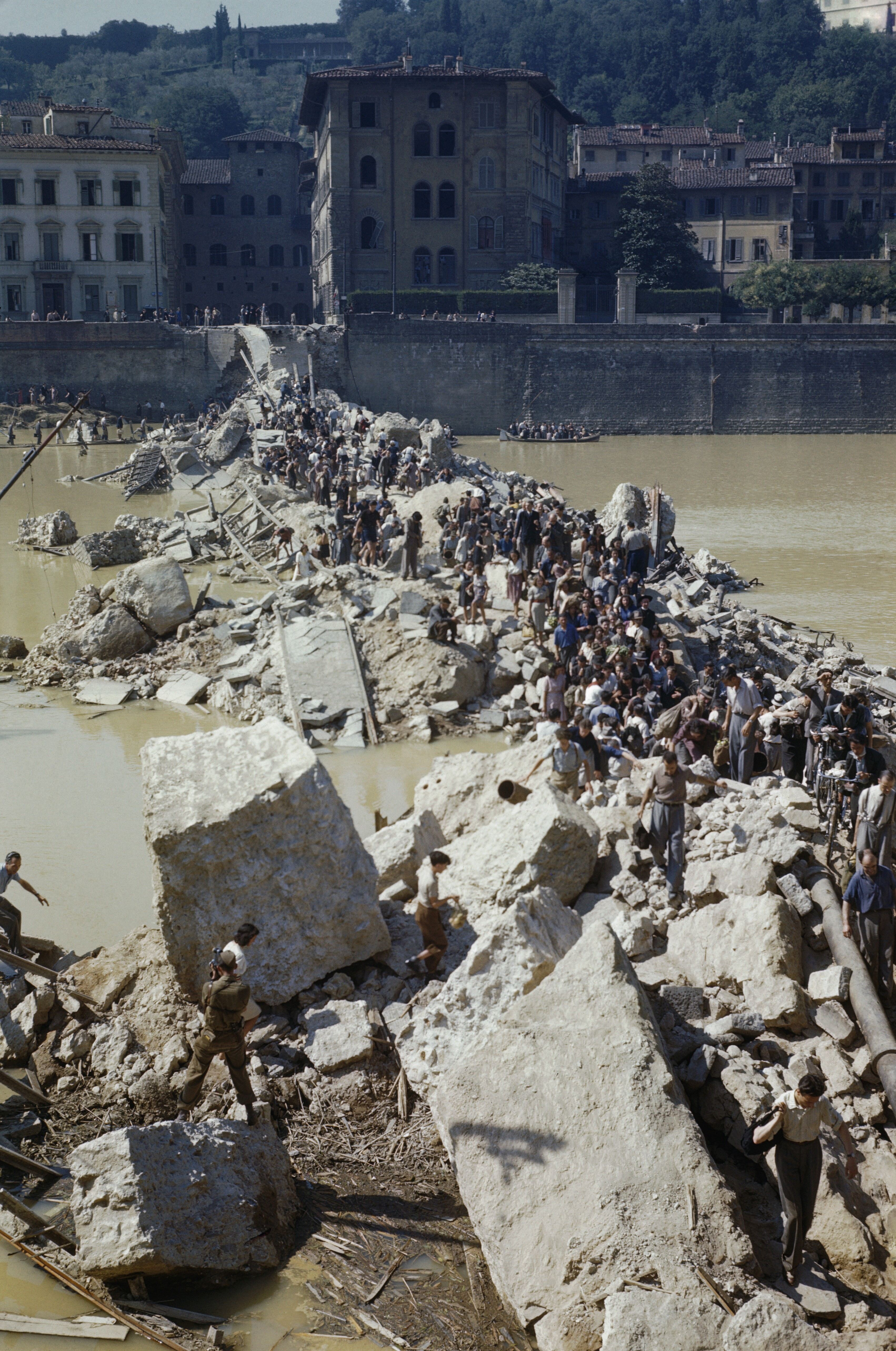
Ponte alle Grazie, 14 août 1944.

### L'Arno à Florence
Le 8 et le 9 août 1944 à Florence les nazis abandonnent la rive gauche de l'Arno, chargés de butin et après avoir fait sauter les ponts sur le fleuve, tandis que les Alliés et les Partisans arrivent sur la rive droite. Le Ponte Vecchio fut épargné, peut-être pour exaucer la volonté d'Hitler mais furent minés et détruits les palais qui se trouvaient dans les rues d'accès au pont (bien que la largeur du pont ne permît pas le passage des blindés alliés), de manière à rendre impossible sa traversée. L'explosion endommagea gravement le Corridor de Vasari, que les résistants utilisaient, lequel resta fermé pendant des années. Le 11 août les Alliés et les Partisans traversèrent l'Arno à Pontassieve.
Sur les pierres du pont Santa Trinita, effondrées dans le fleuve, les Florentins passaient d'une rive à l'autre. La 577 Field Company Royal Engineers construit en quelques heures un pont Bailey.

### Images (Arno - 2)

Les ponts de Florence
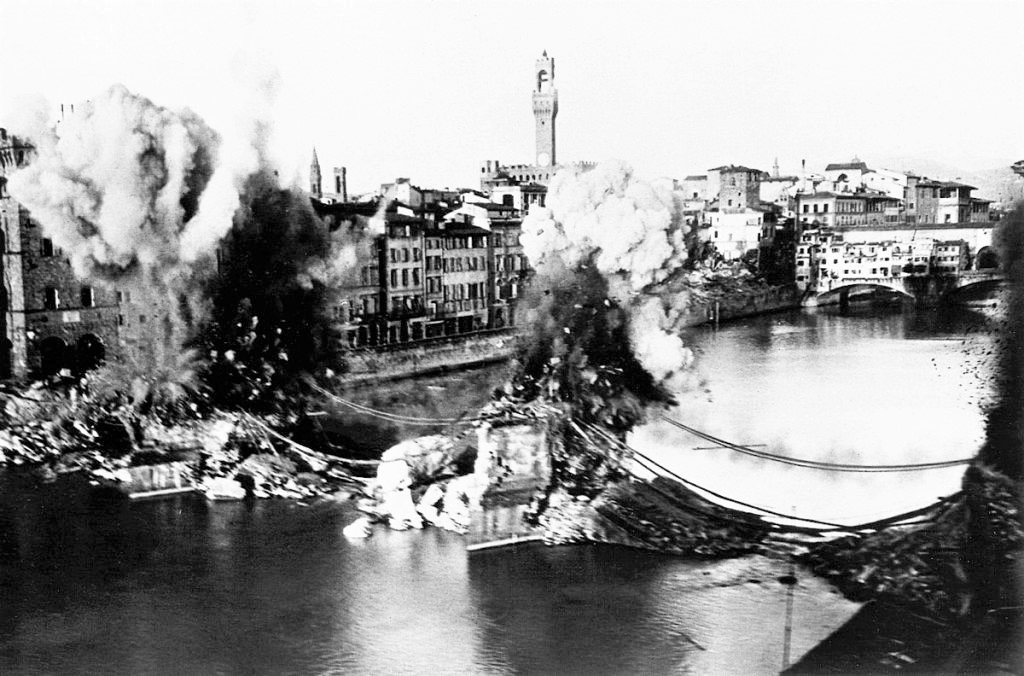
Explosions du pont Santa Trinita sur l'Arno, 4 août 1944.
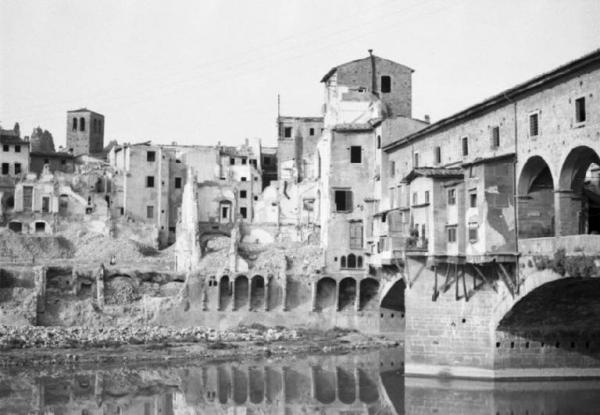
Lungarno, août 1944.
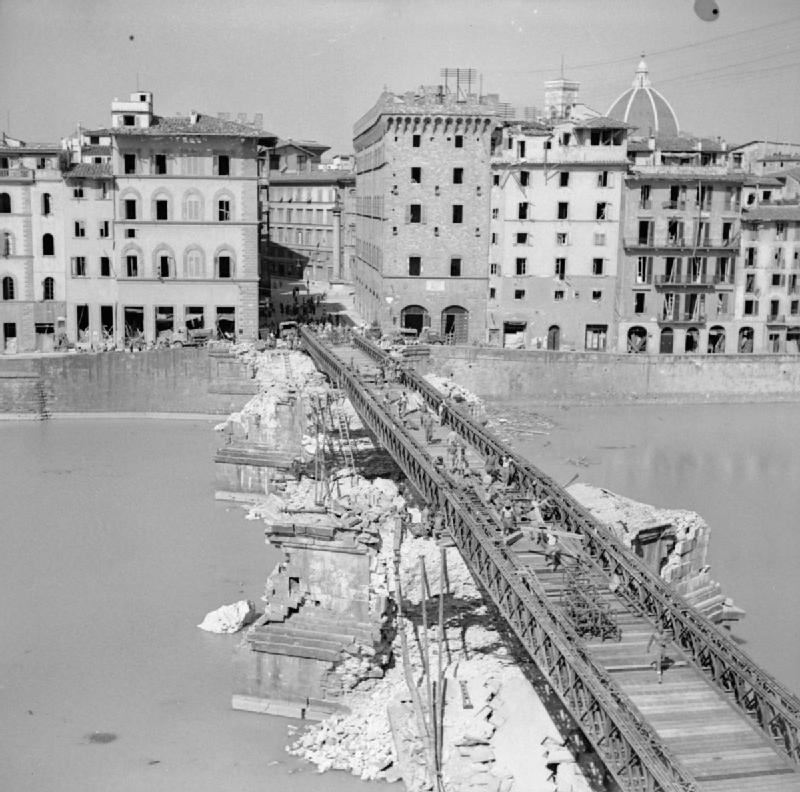
Pont Bailey sur pont Santa Trinita, 15 août 1944.

### Retour à l'institution
De nombreuses œuvres d'art, provenant de musées, d'églises et de couvents en Italie, en France, en Pologne, furent retrouvées en Allemagne à la fin de la guerre, cachées dans des habitations de nazis ou rassemblées dans des entrepôts secrets. De nombreuses peintures et sculptures étaient entassées dans la mine de sel d'Heilbronn. À San Leonardo, en province d'Udine, dans une cellule de prison les Alliées découvrirent des tableaux du Musée des Offices, déchargés à la hâte par des troupes allemandes en retraite. Parmi les chefs-d'œuvre retrouvés, des tableaux de Sandro Botticelli, de Filippo Lippi et de Giovanni Bellini.
Il manquait à Montagnana 300 tableaux, parmi ceux appartenant aux Offices et ceux du Palazzo Pitti ; d'autres tableaux avaient été soustraits par les Allemands à Poppi et à Barberino di Mugello, pour un total de 527 toiles. Il manquait, entre autres, des œuvres de Pietro Lorenzetti, de Lorenzo Monaco, d'Antonio Pollaiuolo, de Sandro Botticelli, de Luca Signorelli, de Pietro Perugino, d'Andrea del Sarto, d'Agnolo Bronzino, de Giovanni Bellini, de Caravaggio et, parmi les peintres étrangers, manquaient celles de Rogier van der Weyden, d'Albrecht Dürer, de Lucas Cranach l'Ancien et d'Antoine van Dyck.
Dans la villa médicéenne de Poggio a Caiano avaient été soustraites 58 caisses, dont celle contenant la Vierge des Médicis et du refuge d'Uliveto Terme avaient été enlevés les deux panneaux Adam et Ève de Lucas Cranach l'Ancien ; enlevés à Florence par les Allemands, à une date inconnue, ils étaient ensuite repartis pour une destination inconnue, cachés dans une ambulance de la Croix Rouge.
Ces œuvres d'art spoliées voyageaient vers le Nord, à bord des camions allemands. Dans une villa en province de Modène avaient été exposées exposées quelques peintures des Offices, y compris des toiles de Titien, pendant un bal.

### Images (œuvres d'art-1945 - 1)

La guerre et les œuvres d'art - 1
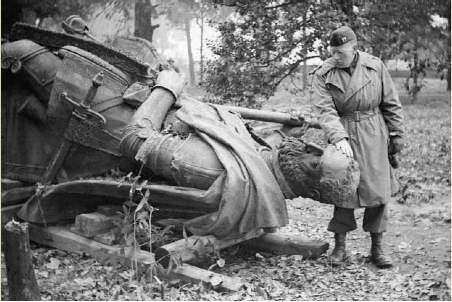
Deane Keller avec la statue de Cosme Ier de Toscane[note 12].
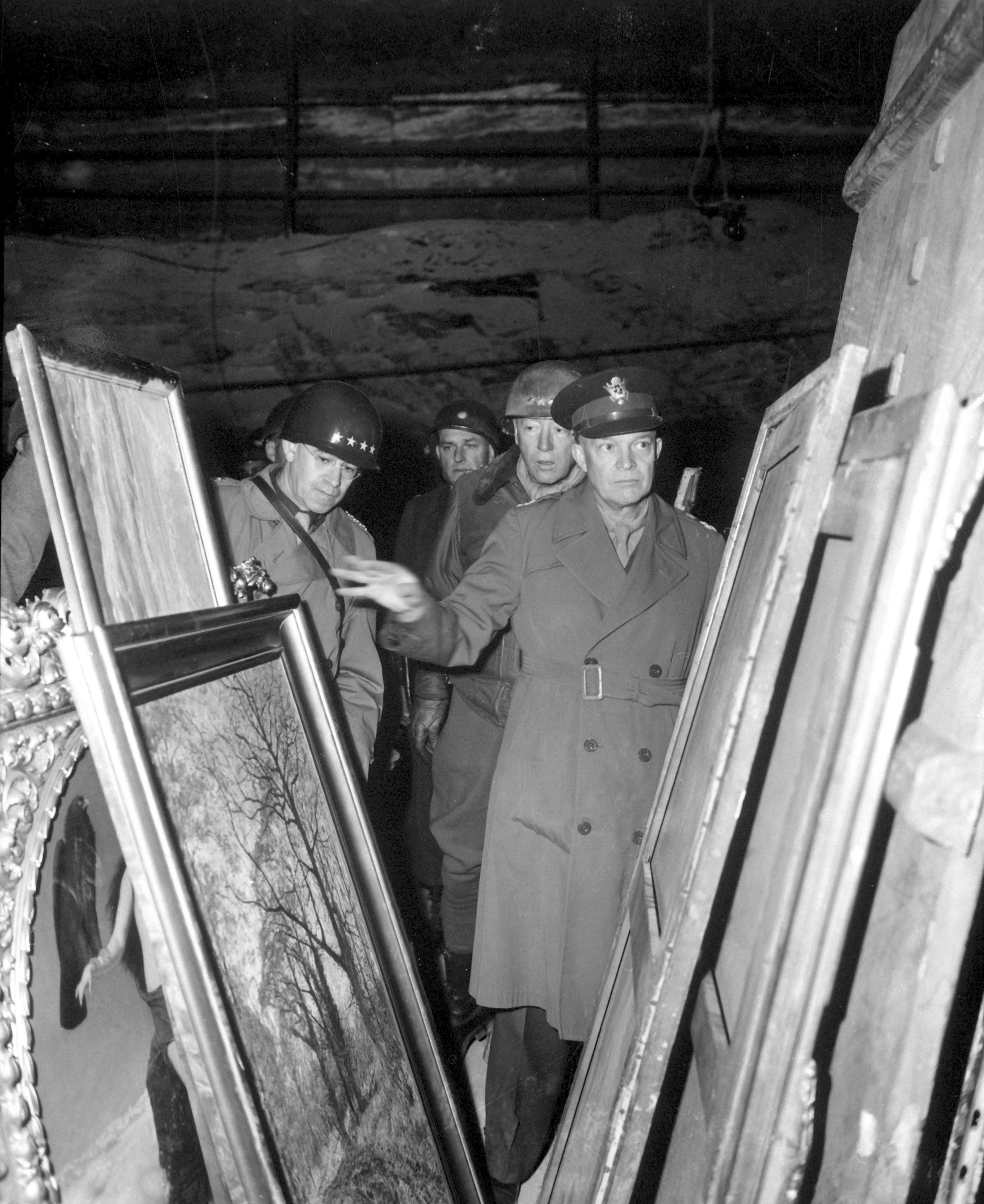
Dwight D. Eisenhower, Omar N. Bradley et George S. Patton, à la mine de sel d'Heilbronn.
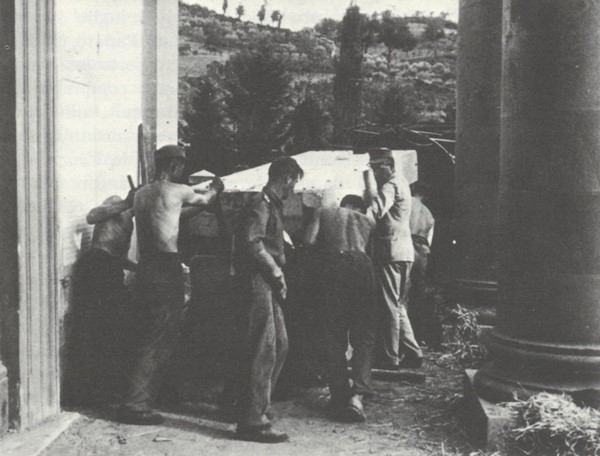
Des militaires allemands avec sculptures des Offices et du musée de l'Opera del Duomo de Florence, déposées dans l'Oratoire de Sant'Onofrio, à Dicomano août 1944.

À partir du printemps 1945, ont commencé les opérations pour restituer au musée des Offices les œuvres d'art qui étaient cachées dans les divers dépôts : une opération qui s'est terminée en décembre de la même année.
Les œuvres d'art, appartenant aux Offices et transférées dans le Tyrol du Sud, furent restituées par les Alliés, à travers le lieutenant américain Frederick Hartt, des Monuments, Fine Arts, and Archives program. Filippo Rossi - surintendante des musées et galeries de Florence, Arezzo et Pistoia (1892-1974) - organisa leur transfert par chemin de fer, jusqu'à Florence, où les trésors des Offices arrivèrent le 21 juillet 1945.

### Images (œuvres d'art-1945 - 2)

La guerre et les œuvres d'art - 2.
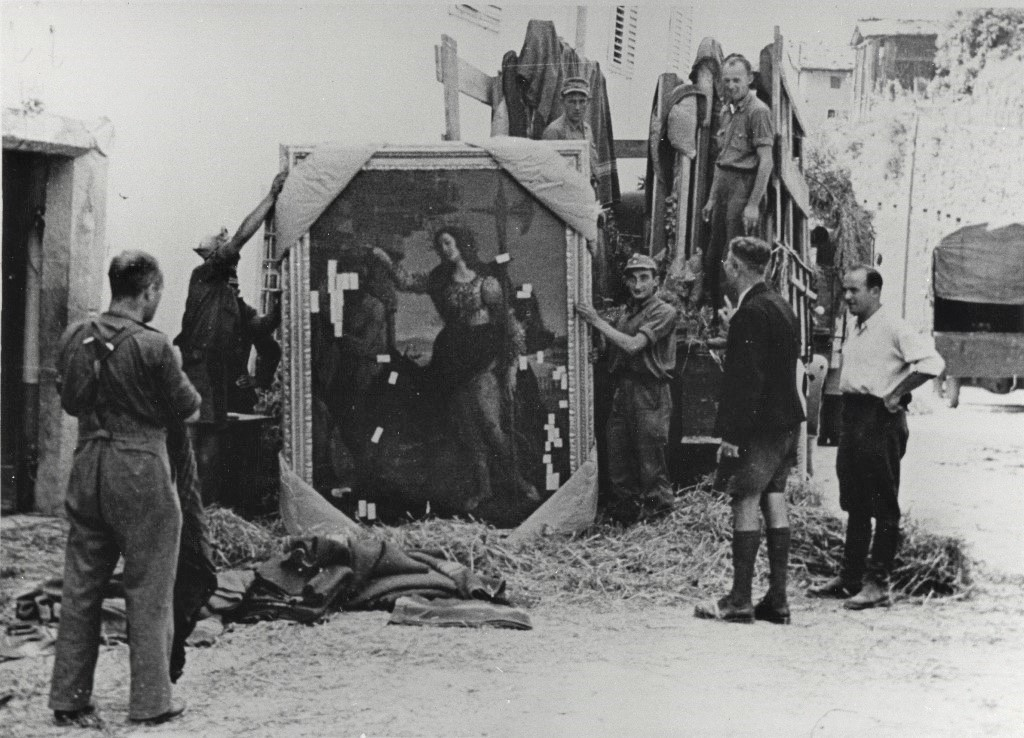
Des militaires allemands prelevent Pallade et le Centauro (Botticelli) de la villa Bossi-Pucci (Florence, archives du musée de Casa Siverio).
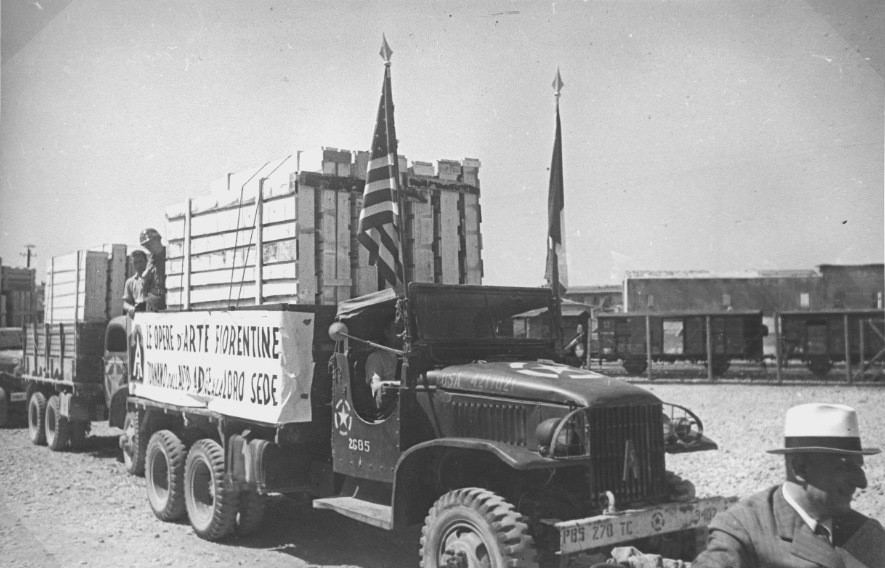
Le retour des œuvres d'art des musées florentins à la gare de Campo di Marte. Au premier plan le surintendant Poggi (Florence, archives du musée de Casa Siverio).
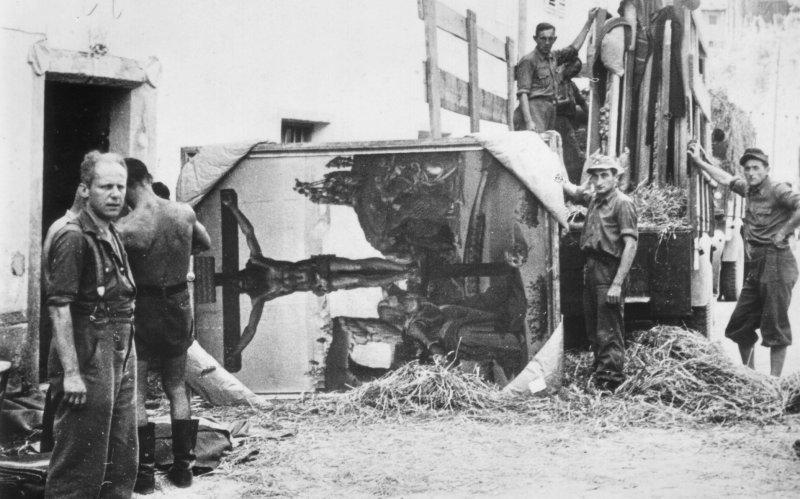
Luca Signorelli, la Crucifixion, volée par le nazis, 1944.

Le surintendant des Offices Poggi ne voulut pas prendre une position politique, ni faire preuve de regret à l'égard des voleurs allemands : sur le premier camion qui traversait les rues de Florence il avait fait étaler les drapeaux d'Italie et des États-Unis et un panneau avec l'inscription : « Les œuvres d'art florentines reviennent du Tyrol du Sud à leur siège » (« Le opere d'arte fiorentine tornano dall'Alto Adige alla loro sede »).

### Après la guerre
En 1945, l'architecte Lando Bartoli (it) fut chargé des travaux de restauration des salles des Offices et du Corridor de Vasari, qui avaient subi des dommages considérables pendant la guerre. Il ajouta au parcours d'exposition la Salle des Arts, la vidant et la destinant à accueillir des toiles de grandes dimensions, comme celles de Botticelli.
Les deux tablettes de bois d'Antonio Pollaiuolo, Hercule et l'Hydre et Hercule et Antée, volés par les nazis pendant la Seconde Guerre mondiale, ont été récupérées par Rodolfo Siviero à Pasadena (Los Angeles), en 1963.

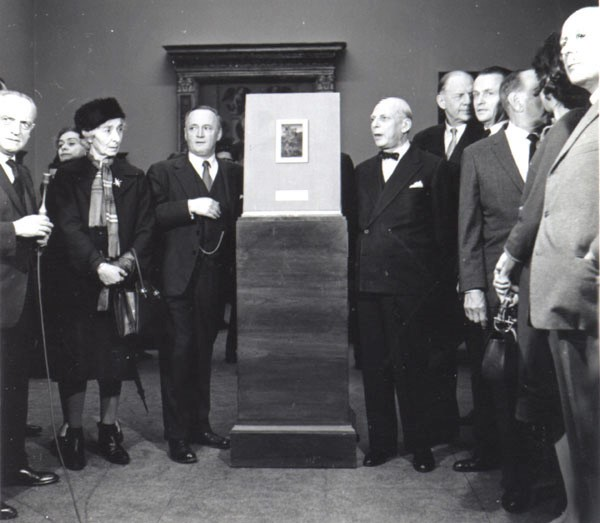
Deux tablettes du Pollaiolo récupérées en 1963 (Florence, archives du musée de Casa Siverio).

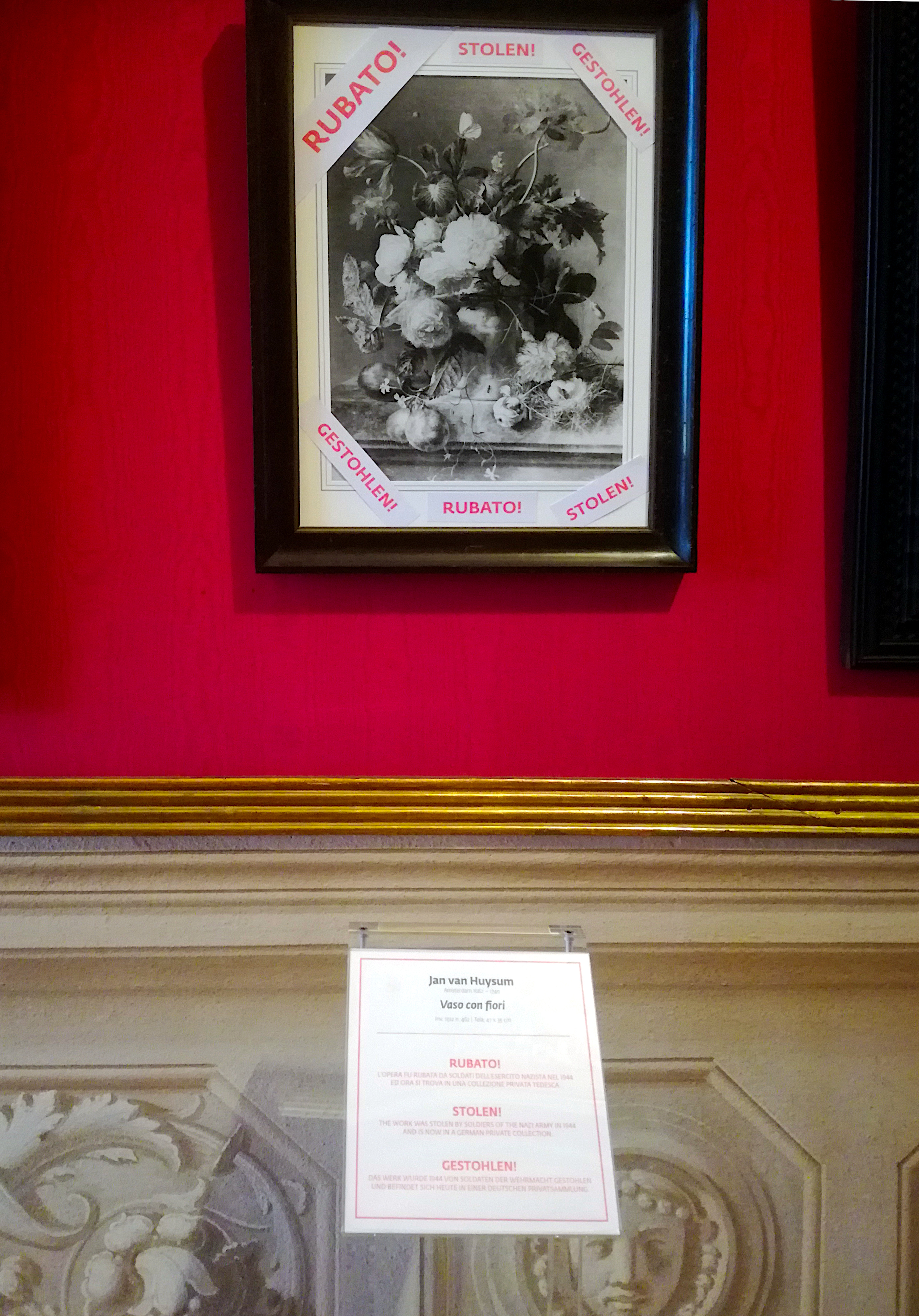
Van Huysum, Vase de fleurs « volé! » Galerie Palatine, 2019.

La recherche des trésors volés et dispersés se poursuivit : une famille allemande possédait la toile Vase de fleurs de Jan van Huysum, volé par les nazis.
Ce tableau, transféré du palais Pitti à la villa médicéenne de Poggio à Caiano, en 1943 avait été déplacé dans la villa Bossi Pucci, à Florence. Des militaires allemands le prélevèrent, avec d'autres œuvres des Offices et le transférèrent à Castel Giovo (San Leonardo in Passiria - Bolzano). Le Vase de fleurs du Palazzo Pitti arriva en Allemagne - où l'on perdit sa trace - et réapparut en 1991.
Le 19 juillet 2019, ce tableau a été officiellement restitué par l'Allemagne au musée des Offices.

### Expositions
- 2014 - Florence. Palais Medici-Riccardi. Firenze in guerra (1940-1944)[9]
- 2016-2017 - Florence. Uffizi, Aula Magliabechiana, La tutela tricolore : I custodi dell'identità culturale[note 16]

### Documentation
Florence, Offices, Archivio Fotografico

Photos : des familles entières, avec des enfants, trouvent refuge sous les portiques de la cour du Palazzo Pitti.
- Cortile dell'Ammannati, Palazzo Pitti, août 1944, 367 355
- Cortile dell'Ammannati, Palazzo Pitti, août 1944, 367 320
- Loggiato del Cortile dell'Ammannati, Palazzo Pitti, août 1944, 367 330
- Loggiato del Cortile dell'Ammannati, Palazzo Pitti, août 1944, 367 324
- Loggiato del Cortile dell'Ammannati, Palazzo Pitti, août 1944, 367 319
- Loggiato del Cortile dell'Ammannati, Palazzo Pitti, août 1944, 367 342
- Giardino di Boboli, Palazzo Pitti, août 1944, 367 321

Florence, Casa museo Rodolfo Siviero

- Catalogue d'œuvres disparues d'Italie pendant la Seconde Guerre mondiale et jamais retrouvées, avec des nouvelles sur leur vol, copie de la dactylographie originale. 1960.
- Documentation, fhotographies[11].

New Haven (Connecticut), Yale University, Archive de Deane Keller

- Histoire de la campagne d'Italie. Manuscrits, beaux-arts et archives, souvenirs, carnets de notes, photographies et publications du temps de guerre : une documentation officielle, personnelle et photographique du service de Keller, en tant qu'officier des Beaux-Arts attaché à la Cinquième Armée en Italie[12].